# Patrick Dwyer (athlétisme)
Pour les articles homonymes, voir Patrick Dwyer.
Patrick « Pat » Dwyer (né le 3 novembre 1977 à Wagga Wagga) est un athlète australien spécialiste du 400 mètres.

## Carrière

### Palmarès
| Date | Compétition                | Lieu         | Résultat | Épreuve    | Performance   |
| ---- | -------------------------- | ------------ | -------- | ---------- | ------------- |
| 1998 | Jeux du Commonwealth       | Kuala Lumpur | 5e       | 4 × 400 m  | 3 min 02 s 96 |
| 1998 | Coupe du monde des nations | Johannesburg | 7e       | 400 mètres | 46 s 99       |
| 2000 | Championnats d'Australie   | Australie    | 1er      | 400 mètres |               |
| 2002 | Coupe du monde des nations | Madrid       | 6e       | 4 × 400 m  | 3 min 03 s 65 |
| 2004 | Jeux olympiques d'été      | Athènes      | 2e       | 4 × 400 m  | 3 min 00 s 60 |

### Records
| Épreuve    | Performance | Lieu     | Date             |
| ---------- | ----------- | -------- | ---------------- |
| 200 mètres | 20 s 60     | Sydney   | 20 décembre 1997 |
| 400 mètres | 44 s 73     | Pretoria | 24 mars 2000     |